# Florida Federal Open 1985
Florida Federal Open 1985 — жіночий тенісний турнір, що проходив на відкритих кортах з твердим покриттям Bardmoor Country Club у Ларґо (США) в рамках Світової чемпіонської серії Вірджинії Слімс 1985. Відбувсь утринадцяте і тривав з 4 листопада до 10 листопада 1985 року. Восьма сіяна Стефані Реге здобула титул в одиночному розряді й отримала за це 27 тис. доларів США.

## Фінальна частина

### Одиночний розряд
Стефані Реге —  Габріела Сабатіні 6–4, 6–7(4–7), 7–5
- Для Реге це був 2-й титул в одиночному розряді за рік і за кар'єру.

### Парний розряд
Карлінг Бассетт /  Габріела Сабатіні —  Ліса Бондер /  Лаура Гільдемейстер 6–0, 6–0